# 鳖 (星官)

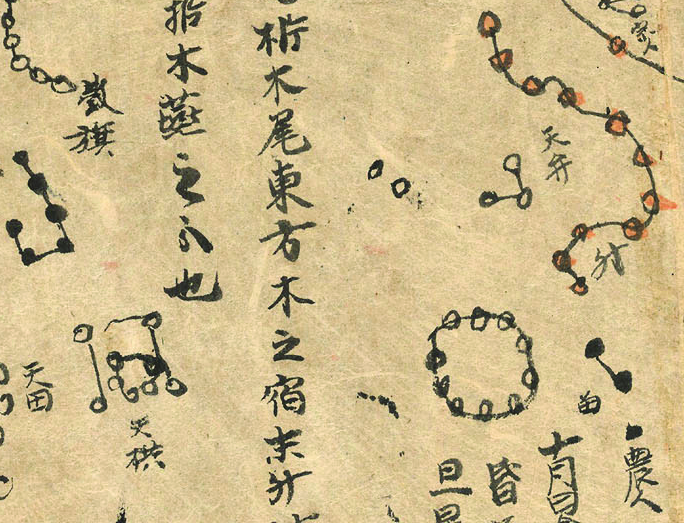
敦煌星图（S.3326）上所绘的星官鳖，为圆形，在斗的左侧

鳖是中国古代星官名，属于二十八宿中的斗宿，位于现代星座中的南冕座与望遠鏡座，其中大部分位于南冕座中，仅有鱉一（α Tel）位于望远镜座。《丹元子步天歌》：“斗下圆安十四星，虽然名鳖贯索形”、“天渊十星鳖东边，更有两狗斗魁前”。《开元占经》中鳖有十四星，但《仪象考成》中鳖为十一星。
在鳖星官中最亮的是鳖六（α CrA）、鳖五（β CrA）、鳖七（γ CrA）三星，亮度分别为4.10等、4.12等及4.26等，其余星都比较暗。
鳖十四星在《开元占经》中为石氏外官的四十五座星官之一，据开元占经所引石氏曰：“鳖十四星，在南斗”，在中国古代占星中，鳖星主要用来占雨，也占阴事。《开元占经》还说：“黄帝占曰：鳖星常居汉中，微而不明，则天下和，雨泽时；其星若不居汉中，则阴阳不和，天下旱，石氏曰：‘鳖一星去，有白衣之会；二星去，有大丧；以去日占国。’班固《天文志》曰：‘鳖星不居汉中，有易川者。’石氏赞曰：鳖星为水虫，太阴也。”

## 所含恒星[6]
| 中國星名 | 現代星名 | 所屬星座 |
| -------- | -------- | -------- |
| 鱉一     | α Tel    | 望遠鏡座 |
| 鱉二     | η1 CrA   | 南冕座   |
| 鱉三     | ζ CrA    | 南冕座   |
| 鱉四     | δ CrA    | 南冕座   |
| 鱉五     | β CrA    | 南冕座   |
| 鱉六     | α CrA    | 南冕座   |
| 鱉七     | γ CrA    | 南冕座   |
| 鱉八     | ε CrA    | 南冕座   |
| 鱉九     | V686 CrA | 南冕座   |
| 鱉十     | κ2 CrA   | 南冕座   |
| 鱉十一   | θ CrA    | 南冕座   |